# Chłopaki na bok
Chłopaki na bok (ang. Boys on the Side) – amerykańsko-francuski komediodramat z 1995 roku w reżyserii Herberta Rossa. Był to ostatni film tego twórcy.

## Obsada
- Whoopi Goldberg – Jane DeLuca
- Mary-Louise Parker – Robin Nickerson
- Drew Barrymore – Holly Pulchik
- Matthew McConaughey – Abe Lincoln
- James Remar – Alex
- Billy Wirth – Nick
- Anita Gillette – Elaine
- Dennis Boutsikaris – Massarelli
- Estelle Parsons – Louise
- Amy Aquino – Anna